# Alexander Schaaff
Theodor Alexander Schaaff (* 23. Juni 1875 in Mannheim; † 24. August 1942 in Dresden) war ein deutscher Kunstmaler und Kunstpreisträger der Stadt Dresden.

## Leben und Wirken
Er war der Sohn des aus Freiburg im Breisgau stammenden Hauptzollassistenten Adolph Schaaff und dessen Ehefrau Caroline geborene Fecht. Nach dem Schulbesuch schlug er eine künstlerische Laufbahn ein und ließ sich später als Kunstmaler in der sächsischen Residenzstadt Dresden nieder. In den 1920er Jahren trat er der NSDAP bei. Bereits lange vor der Machtergreifung der Nationalsozialisten 1933 schuf er zahlreiche Werke, die vor allem für nationalsozialistischen Propagandazwecke genutzt wurden. Dazu zählen Ansichtskarten und Plakate mit Karikaturen und NS-Losungen (Beispiele siehe unter Commons). Daneben malte er auch Ansichten von Dresden und Umgebung sowie Gebrauchsgrafik, darunter Glückwunsch- und Osterkarten.
1937 stellte er im Rahmen der Gaukulturwoche 1937 u. a. sein Gemälde SS.-Mann aus der Kampfzeit aus. In diesem Zusammenhang wurde auf sein Bild von Adolf Hitler verwiesen, „das zu den besten zählt, die bisher öffentlich bekanntgeworden sind“.
Am 30. Januar 1938 wurde ihm der Kunstpreis der Stadt Dresden verliehen. Mit seinem Ölgemälde Aus der Kampfzeit nahm er 1941 an der Großen Kunstausstellung in München teil.
Er wohnte zuletzt in Niedersedlitz.